# Велики Тополовац
Велики Тополовац (рум. Topolovăţu Mare) је село и седиште истоимене општине, која припада округу Тимиш у Републици Румунији.

## Положај насеља
Село Велики Тополовац се налази у источном, румунском Банату. Село се налази у горњем току Тамиша, 40 км источно до Темишвара ка Лугошу. Ова област је позната као Банатска Црна Гора. Сеоски атар је потпуно брежуљкастог карактера.

## Прошлост
По "Румунској енциклопедији" најстарији помен села са српским називом Тополовац потиче из турског тефтера 1554. године. По ослобођењу Баната 1717. године пописано је у месту 40 кућа. Године 1767. помиње се ераријална пошта у Тополовцу који је сада премештен уз важну друмску саобраћајницу.
Аустријски царски ревизор Ерлер је 1774. године констатовао да место "Тополовац" припада Лунгшком округу, Лугошког дистрикта. Ту је подуправни подуред а становништво је било претежно влашко. Када је 1797. године пописан православни клир Тополовац је парохија са две филијале - Великим и Малим Коштејом. Ту су три свештеника за које се наводи да говоре само румунски језик. Пароси су Поповићи, поп Петар (рукоп. 1779) и поп Георгије (1788) док је Јанку Рибар ( 1796) био ђакон.
Године 1828. подељен је Тополовац на два суседна места: Мали Тополовац и Велики Тополовац.

## Становништво
По последњем попису из 2002. село Велики Тополовац имало је 1.143 ст., од чега Румуни чине 85%, а Срби 4%. Последњих деценија број становништва опада.